# Campagne du Maryland
Batailles
Campagne du Maryland
- Mile Hill
- Harpers Ferry
- South Mountain
- Antietam
- Shepherdstown
- Chambersburg
- Unison

La campagne du Maryland - ou campagne d'Antietam - est une série d'opérations militaires et de combats intervenus entre le 4 et le 20 septembre 1862, sur le théâtre oriental de la guerre de Sécession. Lors de cette campagne, le général Robert Lee et l'Armée des États confédérés, qui tentent pour la première fois d'envahir le territoire des États de l'Union, sont repoussés par le général de division George McClellan et son Armée du Potomac. Interceptés à proximité de Sharpsburg les troupes sudistes livrent, lors de la bataille d'Antietam, le 17 septembre 1862, la journée de combat la plus sanglante de toute l'histoire des États-Unis, et unanimement considérée comme un tournant de la guerre de Sécession.
Le 4 septembre 1862, fort des succès remportés lors de la campagne de Virginie septentrionale, Lee fait mouvement vers le nord, avec 55 000 hommes, en empruntant la vallée de Shenandoah. Il cherche à ravitailler son armée en dehors du théâtre de Virginie dévasté par la guerre et à porter un coup au moral du Nord, avant les élections sénatoriales qui doivent se tenir en novembre. Il prend le risque de scinder son armée afin de poursuivre sa progression vers le Maryland sans renoncer à s'emparer de l'arsenal fédéral situé à Harpers Ferry. De son côté, McClellan, ayant mis la main sur une copie des ordres de Lee à ses subordonnés, se prépare à isoler et à défaire séparément les unités isolées de l'armée rebelle.
Pendant que le major-général Thomas Jonathan Jackson encercle, bombarde et capture Harpers Ferry (12-15 septembre), l'armée de McClellan et ses 84 000 hommes entreprennent de faire mouvement sans délai à travers les passes de la South Mountain qui les séparent de Lee. Le 14 septembre, la bataille de South Mountain retarde McClellan dans son approche et donne à Lee le temps de concentrer le gros de son armée à Sharpsburg. Le 17 septembre, la bataille d'Antietam (Sharpsburg) constitue la journée de combat la plus meurtrière de l'histoire militaire américaine, avec plus de 22 000 victimes. Lee, se battant à un contre deux, déplace ses unités pour parer à chaque assaut, tandis que McClellan, rechignant à engager tout son effectif sur des avancées limitées, perd une occasion de détruire l'armée confédérée. Le 18, Lee ordonne la retraite et se retire sur la rive sud du Potomac. Des combats d'arrière-garde, livrés le 19 et le 20 septembre à Shepherdstown concluent la campagne.
Si le bilan tactique de la bataille d'Antietam reste difficile à évaluer, il est certain que la campagne du Maryland ne permit pas à Lee d'atteindre ses objectifs.
Le président Lincoln saisit l'occasion de cette victoire de l'Union pour rendre publique sa proclamation d'émancipation, qui coupa court à toute velléité, de la part des États européens, de venir au secours de la Confédération.

## Contexte
Pour les forces de l'Union engagées sur le théâtre oriental, l'année 1862 avait commencé sous de bons auspices. L'Armée du Potomac de George B. McClellan's avait envahi la péninsule de Virginie et mené une campagne qui l'avait amenée, à la fin du mois de mai, à quelques kilomètres seulement de Richmond, la capitale confédérée. Mais le 1er juin, avec l'arrivée de Robert E. Lee à la tête de l'Armée confédérée de Virginie du Nord, la fortune avait changé de camp. Lors de la bataille de Sept Jours, Lee avait attaqué sans relâche McClellan qui avait fini par perdre pied et battre en retraite au sud de la Péninsule. Lee avait alors profité de son avantage en menant campagne en Virginie septentrionale débordant et battant le major-général John Pope et son Armée de Virginie d'engagement en engagement, jusqu'à la seconde bataille de Bull Run (Manassas II).
La campagne du Maryland peut ainsi être considérée comme la phase finale d'une offensive d'été contre les forces fédérales du théâtre oriental, composée de trois campagnes connectées.
Alors que les Confédérés avaient subi des pertes importantes lors des campagnes précédentes, Lee estimait que son armée était prête pour le grand défi que constituait une invasion du Nord. Il voulait pénétrer au Maryland et en Pennsylvanie, couper la ligne de chemin de fer du Baltimore and Ohio Railroad qui ravitaillait Washington, DC. Cette opération, qui menacerait à la fois Washington et Baltimore, était de nature « à contrarier et à harceler l'ennemi ».
Plusieurs raisons motivaient le projet d'invasion conçu par Lee. Tout d'abord, il avait besoin de ravitaillement et savait que les fermes du Nord avaient été épargnées par la guerre, contrairement à celles de Virginie. En déplaçant les opérations vers le Nord, il diminuerait la pression sur son État natal et porterait un coup au moral des Yankees. Lee savait qu'il avait pas besoin de battre militairement l'Union pour gagner la guerre : il lui suffisait de décourager le peuple nordiste et son gouvernement de poursuivre les hostilités.
Des élections sénatoriales étaient prévues au mois de novembre, et Lee estimait qu'une force d'invasion sudiste ravageant le Maryland et la Pennsylvanie pouvait faire pencher la balance, au Congrès des États-Unis, en faveur du Parti démocrate, qui forcerait alors Abraham Lincoln à négocier la fin de la guerre. Le 3 septembre, Lee écrivait à Jefferson Davis, président des États confédérés d'Amérique que l'ennemi était « très affaibli et démoralisé ».
Lee avait d'autres raisons : une invasion confédérée était, selon lui, susceptible de provoquer une insurrection au Maryland, état esclavagiste dont un certain nombre de citoyens nourrissaient des sympathies pour la cause rebelle. Certains politiciens confédérés, dont le président Davis, pensaient aussi qu'une victoire confédérée sur le sol du Nord augmenterait les probabilités d'une reconnaissance diplomatique de la Confédération, mais rien n'indique que les plans de Lee aient été conçus en prenant en compte cette hypothèse. Il n'en reste pas moins que l'annonce de la victoire de Lee à la seconde bataille de Bull Run et les premières phases de son invasion du Nord déclenchèrent une recrudescence des échanges diplomatiques entre les Confédérés, la France et l'Angleterre.
Après la défaite de Pope à la seconde bataille de Bull Run, le président Lincoln avait rappelé à contrecœur George B. McClellan, l'homme qui avait déjà remis sur pied l'armée de l'Union, brisée après la première défaite subie, au tout début de la guerre, exactement au même endroit. Lincoln connaissait les qualités d'organisateur de McClellan et savait qu'il était capable d'intégrer les unités issues de l'armée de Pope à celles de l'Armée du Potomac plus rapidement que quiconque.
Le 2 septembre 1862, Lincoln nomma McClellan au commandement « des défenses de Washington et de toutes les troupes défendant la capitale ». Cette nomination ne fit pas l'unanimité au sein du Cabinet dont une majorité des membres signa une pétition expliquant au Président que « notre opinion réfléchie, au moment présent, est qu'il n'est pas prudent de confier au major-général McClellan le commandement de l'armée des États-Unis ». Lincoln admettait d'ailleurs que cette nomination revenait à « panser la morsure avec les poils du chien », mais il confiait aussi à John Hay, son secrétaire : « Nous devons prendre les outils dont nous disposons. Il n'y a pas un homme dans cette armée qui puisse organiser nos défenses et remettre nos troupes en état aussi rapidement que lui. Il ne sait pas livrer combat, mais il excelle à y préparer les autres ».

## Forces en présence

### Confédérés
L'Armée de Virginie du Nord, placée sous le commandement de Robert E. Lee se composait de deux grands corps d'infanterie qui réunissaient, au début du mois septembre, 55 000 hommes,.
Le Ier corps, commandé par le major général James Longstreet, était formé des divisions des majors généraux Lafayette McLaws, et Richard Heron Anderson, et de celles des brigadiers généraux David Rumph Jones, John G. Walker, John Bell Hood, et d'une brigade indépendante commandée par le brigadier général Nathan G. "Shanks" Evans.
Le IIe corps, commandé par le major général Thomas J. "Stonewall" Jackson, était formé des divisions du brigadier-général Alexander R. Lawton, du major général Ambrose Powell Hill (Light Division), du brigadier-général John R. Jones et du major-général Daniel Harvey Hill.
Le dispositif était complété par le corps de cavalerie du major général James Ewell Brown Stuart, et une réserve d'artillerie commandée par le brigadier général William N. Pendleton. L'organisation du IIe corps incorporait l'artillerie à chaque division, contrairement au Ier corps, dont l'artillerie dépendait de l'organisation du corps.

### Union
L'armée du Potomac du major-général George B. McClellan, renforcée par les unités provenant de l'armée de Virginie de John Pope, comprenait six corps d'infanterie, totalisant 84 000 hommes.
- Le Ier Corps, commandé par le major-général Joseph Hooker, avec les divisions des brigadiers-généraux Rufus King, James B. Ricketts et George G. Meade.
- Le IIe Corps, commandé par le major-général Edwin V. Sumner, avec les divisions des majors-généraux Israel B. Richardson et John Sedgwick, et celle du brigadier-général William H. French.
- Le Ve Corps, commandé par le major-général Fitz John Porter et formé de la division du major-général George W. Morell et de celles des brigadiers-généraux George Sykes et Andrew A. Humphreys.
- Le VIe Corps, commandé par le major-général William Buel Franklin, formé des divisions des majors-généraux Henry Warner Slocum et William F. "Baldy" Smith, et d'une division du IVe Corps commandée par le major-général Darius N. Couch.
- Le IXe Corps, commandé par le major-général Ambrose Burnside et formé par les divisions des brigadiers-généraux Orlando B. Willcox, Samuel Davis Sturgis et Isaac P. Rodman, et de la Kanawha Division du brigadier-général Jacob Dolson Cox.
- Le XIIe Corps, commandé par le major-général Joseph K. Mansfield et formé des divisions des brigadiers-généraux Alpheus S. Williams et George S. Greene, et de la division de cavalerie du brigadier-général Alfred Pleasonton.

À l'approche du Maryland, McClellan réorganisa le commandement de son armée, nommant des commandants pour trois « ailes » : la gauche, confiée à William B. Franklin (formée de son VIe corps et de la division de Darius Couch) ; le centre, confié à Edwin Sumner (avec son IIe Corps et le XIIe Corps) ; l'aile droite, confiée à Ambrose Burnside (son IXe Corps, provisoirement commandé par le major-général Jesse L. Reno et le Ier Corps). L'organisation de cette dernière aile fut revue juste avant le début de la bataille d'Antietam.

## Premiers mouvements

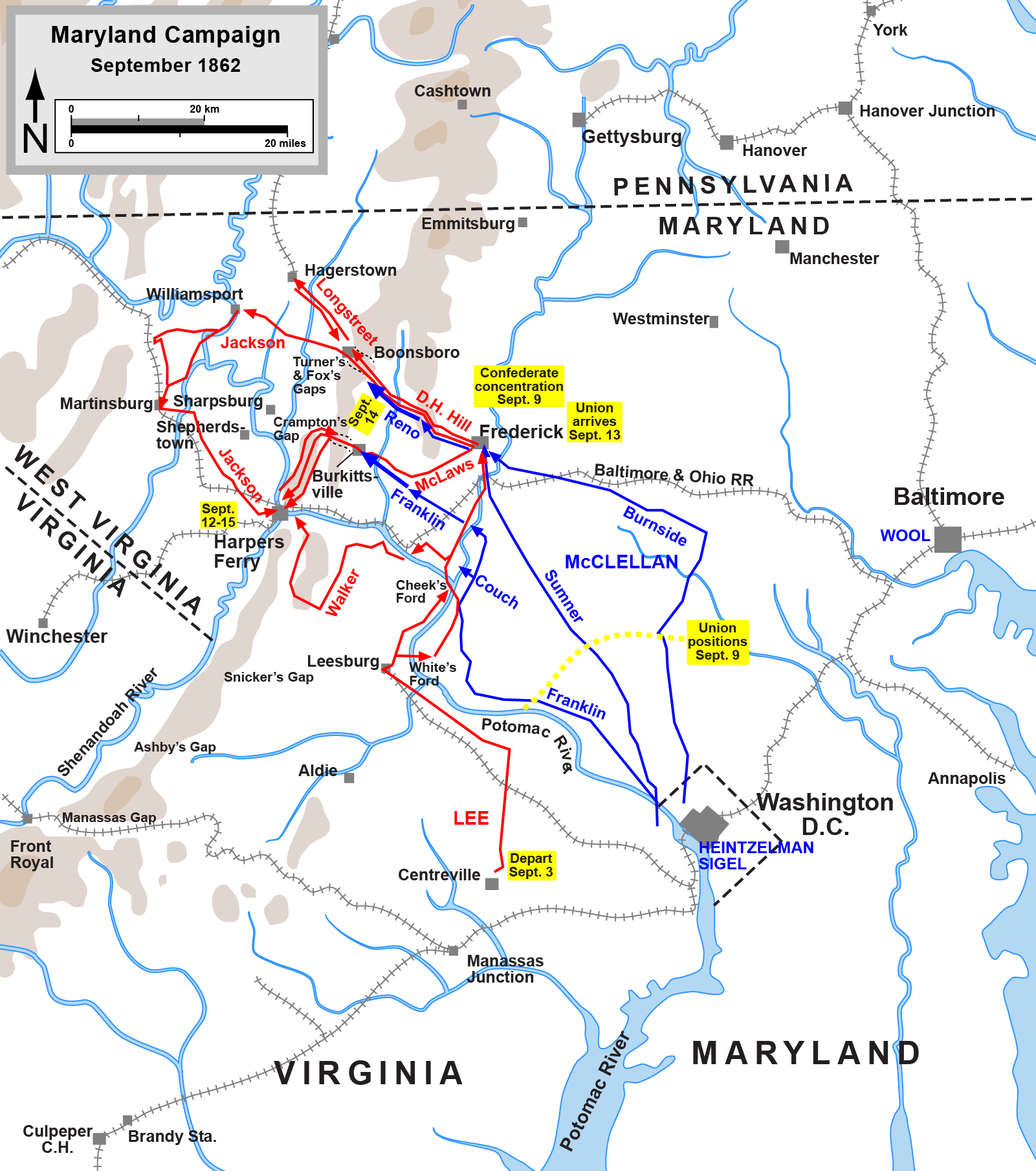
Campagne du Maryland, 3-15 septembre 1862.
Confédérés
Union

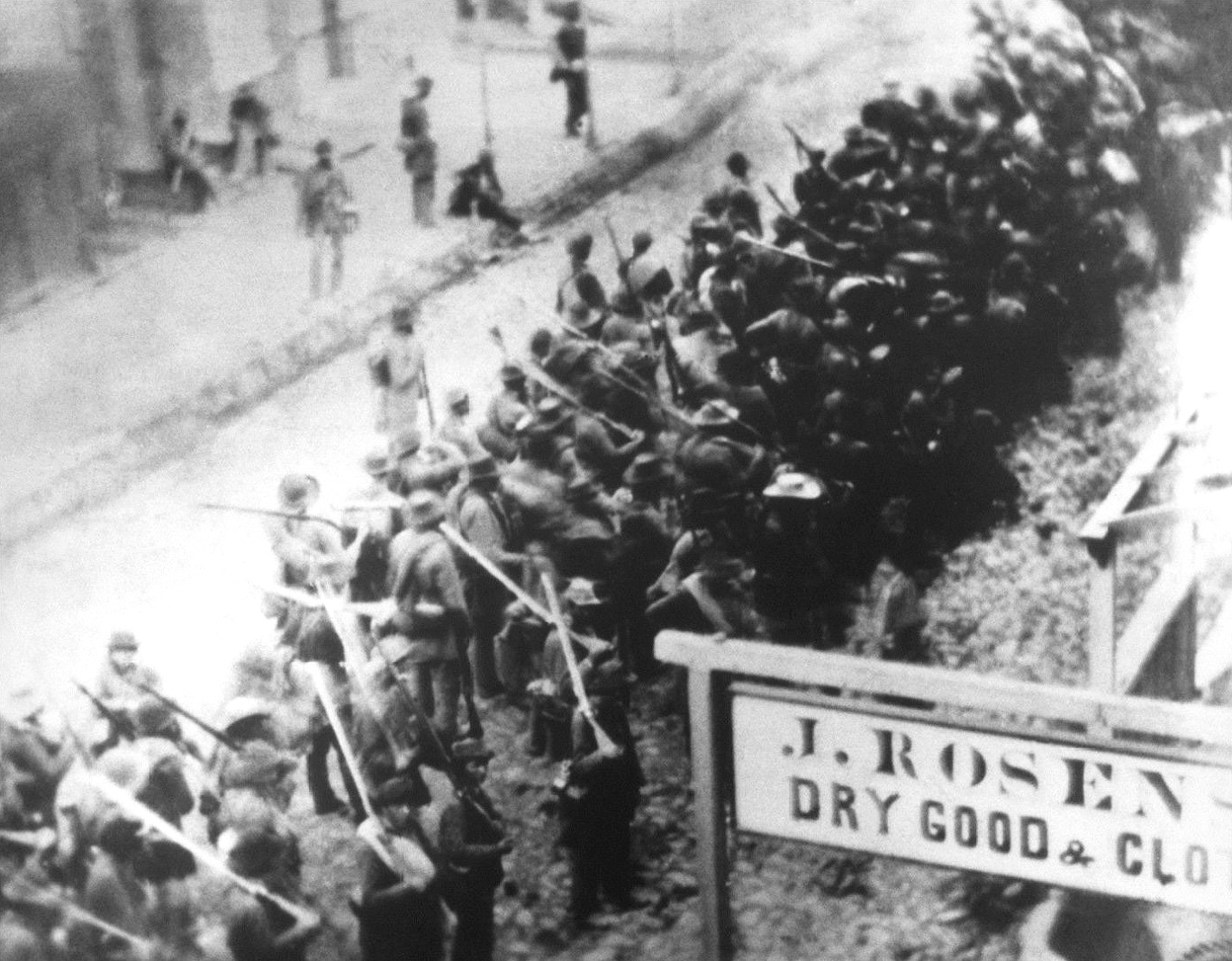
Troupes confédérées traversant Frederick (Maryland), le 2 septembre 1862.

Le 3 septembre, deux jours après la bataille de Chantilly, Lee écrivit à Jefferson Davis qu'il avait décidé, sauf objection du Président, de pénétrer au Maryland. Le même jour, il commença à déplacer son armée depuis Chantilly vers le nord, puis vers l'ouest en direction de Leesburg (Virginie). Le 4, des éléments avancés de l'Armée de Virginie du Nord franchirent la frontière du Maryland à hauteur de Loudoun County et le gros de l'armée sudiste entra dans Frederick (Maryland) le 7 septembre.
Les 55 000 hommes de Lee avaient reçu du renfort issu des troupes qui défendaient Richmond : les divisions des majors-généraux Daniel Harvey Hill et Lafayette McLaws ainsi que deux brigades commandées par le brigadier-général John G. Walker, un effectif qui compensait à peine les pertes (9 000 hommes) subies à Bull Run et à Chantilly.
L'invasion conduite par Lee coïncidait avec une seconde offensive stratégique de la Confédération au cours de laquelle les généraux Braxton Bragg et Edmund Kirby Smith envahissaient simultanément le Kentucky,.
Jefferson Davis envoya à ses trois généraux un projet de déclaration qu'il avait laissé en blanc pour qu'ils puissent y inscrire le nom de l'État que leurs forces d'invasion parviendraient à atteindre. Il écrivit à l'attention de son opinion publique (et, indirectement, des puissances européennes) une argumentation expliquant le changement apparent de stratégie du Sud. Il avait jusqu'à présent défendu l'idée qu'il était victime d'une agression et ne faisait que se défendre d'une « invasion étrangère ». Davis confirma que le Sud continuait bien à livrer une guerre défensive et que les invasions initiées par la Confédération ne constituaient pas un « projet de conquête », mais un effort déterminé du Sud pour forcer le gouvernement de Lincoln à le laisser en paix. « Nous sommes poussés à protéger notre propre Pays en transportant le théâtre de la guerre sur le territoire d'un ennemi qui nous poursuit avec une hostilité infatigable et sans objet apparent. ».
Les proclamations en blanc de Davis ne parvinrent à ses généraux qu'après qu'ils ont déjà publié leurs propres proclamations. Ils y insistaient sur le fait qu'ils venaient en libérateurs et non pas en conquérants, mais ils ne parlèrent pas du changement de stratégie que souhaitait évoquer Jefferson Davis. Lee écrivait aux habitants du Maryland que son armée était venue « avec la plus profonde sympathie [pour] les torts qui ont été infligés aux communautés liées aux États du Sud par les liens sociaux, politiques et commerciaux les plus forts… pour vous aider à vous débarrasser du joug étranger et vous permettre de jouir à nouveau des droits inaliénables des hommes libres. ».

### Lee scinde son armée
En pénétrant au Maryland, Lee scinda son armée en quatre colonnes.
Ayant eu vent du rassemblement d'une milice à Chambersburg, il dépêcha le major-général James Longstreet à Boonsboro puis à Hagerstown (Ses informateurs avaient exagéré la menace, la milice de Chambersburg ne mobilisant qu'une vingtaine d'hommes à ce moment).
Lee ordonna par ailleurs au major-général Thomas J. "Stonewall" Jackson de former trois colonnes pour marcher sur l'arsenal fédéral de Harpers Ferry et s'en emparer.
L'armée ne disposait plus, pour protéger ses arrières à South Mountain, que du mince cordon formé par la cavalerie du major-général James Ewell Brown Stuart et la division du major-général Daniel Harvey Hill.
Les historiens ignorent pourquoi Lee prit le risque de fragmenter son armée pour prendre Harpers Ferry. Il est possible qu'il ait considéré ce point comme crucial pour ses lignes de ravitaillement depuis la vallée de Shenandoah.
Avant de pénétrer au Maryland, il avait espéré que les garnisons fédérales cantonnées à Winchester, Martinsburg et Harpers Ferry seraient isolées et abandonnées sans avoir à tirer un coup de feu. De fait, Winchester et Martinsburg furent toutes deux évacuées comme il l'avait prévu.
Il est aussi possible que Harpers Ferry ait constitué une cible tentante, à la fois riche en ravitaillement et virtuellement indéfendable McClellan demanda à Washington l'autorisation d'évacuer Harpers Ferry et d'intégrer la garnison à son armée, mais sa requête fut rejetée.

### Réactions à l'invasion
L'invasion se heurta d'emblée à de nombreuses difficultés. Les effectifs confédérés subirent une érosion due à l'indiscipline et à la désertion. Alors qu'il avait quitté Chantilly avec 55 000 hommes, il ne lui en restait plus que 45 000 dix jours plus tard. Certaines unités refusèrent de franchir le Potomac au motif qu'elles combattaient pour défendre leurs États de l'agression nordiste. D'innombrables soldats furent frappés par la dysenterie après avoir consommé le maïs vert des champs du Maryland, ou restèrent à la traîne pour soigner leurs pieds ensanglantés par les routes caillouteuses du Nord. Lee ordonna à ses officiers de traiter durement les trainards, qu'il considérait comme des lâches « qui abandonnent leurs camarades en péril » et étaient donc « indignes d'appartenir à une armée qui s'était immortalisée » lors de ses récentes campagnes.
À leur arrivée au Maryland, les Confédérés trouvèrent peu de soutien et furent reçus sans enthousiasme, avec froideur et, le plus souvent, avec une franche hostilité. Lee fut déçu de la réticence de l'État, qu'il n'avait pas envisagée. Malgré la tradition esclavagiste du Maryland, les affinités avec la cause rebelle étaient sans doute moins fortes dans la population civile que parmi la législature pro-sécessionniste de l'État. Les partisans les plus radicaux du Sud avait d'ailleurs déjà quitté le Maryland pour rejoindre l'Armée confédérée en Virginie. Seuls « quelques douzaines d'hommes » se joignirent aux forces de Lee au Maryland.
Les États du Maryland et de Pennsylvanie, inquiets et outrés par l'invasion, prirent immédiatement les armes. le gouverneur de Pennsylvanie Andrew Curtin appela à la formation d'une milice de 50 000 hommes et nomma le major-général John F. Reynolds, un natif de l'État, pour en prendre le commandement (cette décision déplut profondément à Joseph Hooker, le supérieur de Reynolds, mais le général en chef Henry Wager Halleck donna l'ordre à ce dernier de se mettre à la disposition de Curtin et demanda à Hooker de trouver un nouveau commandant pour sa division). Jusqu'à Wilkes-Barre, tout au nord de l'État, les cloches des églises et des tribunaux résonnèrent pour appeler les hommes à l'exercice.
Au Maryland, la panique était plus profonde qu'en Pennsylvanie, qui n'était pas immédiatement menacée. Baltimore, que Lee considérait à tort comme un foyer de sécession n'attendant que l'arrivée des armées confédérées pour se soulever, embrassa immédiatement, au contraire, l'appel aux armes contre lui.
Quand on sut à Baltimore que les armées du sud avaient franchi le Potomac, l'hystérie initiale fit place rapidement à une détermination stoïque. La foule se déversa dans les rues et s'assembla devant le siège des journaux pour attendre l'arrivée des nouvelles. La vente d'alcool fut réglementée pour calmer les esprits les plus échauffés. Le public fit des provisions de nourriture et de produits de première nécessité en prévision d'un siège.
Philadelphie, bien que se trouvant en relative sécurité à 240 km d'Hagerstown, se trouva également prise dans la frénésie de préparatifs fébriles.

### McClellan se met en mouvement
« Je ne pensais pas avant de venir ici qu'il y avait autant de passion pour l'Union dans cet État. […] L'entière population [de Frederick] semblait être sortie pour nous accueillir. Sur le passage du général McClellan, les dames le dévoraient presque, elles embrassaient ses vêtements, enlaçaient l'encolure de son cheval et se livraient à toutes sortes d'extravagances. »

— Brigadier-général John Gibbon.
McClellan sortit de Washington le 7 septembre avec une armée de 87 000 hommes pour se lancer mollement à la poursuite de Lee. Fidèle à sa nature précautionneuse, il estimait à 120 000 l'effectif des Confédérés. Il entretenait également des polémiques avec le gouvernement de Washington, exigeant que les forces qui défendaient la ville lui soient directement rattachées. L'armée de l'Union débuta les opérations avec un moral assez bas, conséquence des défaites subies dans la Péninsule et à la seconde bataille de Bull Run, mais ils furent réconfortés, en traversant le Maryland, par « l'accueil amical, presque tumultueux » que leur réservaient les citoyens de cet État.
Le 13 septembre, l'Armée du Potomac arriva à Frederick (Maryland). Là, le caporal Barton Mitchell, du 27th Indiana Infantry découvrit une copie égarée des plans de campagne de Lee - Special Order 191 - enroulés autour de trois cigares. Le document indiquait que Lee avait scindé ses forces et les avait dispersées géographiquement, exposant chacune de ses composantes à être isolée et vaincue. Réalisant l'importance de cette trouvaille, McClellan jeta les bras au ciel et s'écria : « Maintenant, je sais quoi faire ! ». Il brandit le document sous le nez du brigadier-général John Gibbon, son vieux camarade de régiment et lui dit : « Voilà un papier avec lequel, si je n'arrive pas à mettre une raclée à Bobby Lee, je n'aurai plus qu'à rentrer à la maison ». Il télégraphia au président Lincoln : « J'ai toute l'armée rebelle en face de moi, mais j'ai confiance et je ne perdrai pas de temps. Je pense que Lee a fait une erreur grossière, pour laquelle il sera sévèrement puni. J'ai tous les plans des rebelles, et je vais les prendre à leur propre piège, si mes hommes se montrent à la hauteur de l'urgence. […] Je vous enverrai mes trophées ». McClellan attendit cependant 18 heures avant de profiter de cette information. Ce délai ruina l'opportunité qui lui était offerte de détruire l'armée de Lee.
Dans la nuit du 13 septembre, l'Armée du Potomac fit mouvement vers South Mountain, l'aile droite de Burnside se dirigeant vers la passe de Turner's Gap et l'aile gauche de Franklin vers celle de Crampton's Gap.
Lee, constatant le comportement anormalement agressif de McClellan, et apprenant, peut-être par un sympathisant sudiste, que ses ordres avaient été interceptés,, réagit rapidement pour regrouper ses forces. Il décida de ne pas abandonner ses projets d'invasion et de ne pas se replier sur la Virginie, parce que Jackson n'en avait pas fini avec Harpers Ferry. Il décida donc de faire face à proximité de Sharpsburg (Maryland). Pendant ce temps, des éléments de l'Armée de Virginie du Nord étaient postés en défense près des cols de South Mountain.
Alors que McClellan et l'Armée du Potomac arrivaient lentement sur lui avec des forces doubles des siennes, Lee prit le risque de scinder son armée pour s'emparer de Harpers Ferry. Tandis que le corps d'armée du major-général James Longstreet se dirigeait vers le nord et Hagerstown, Lee envoya trois colonnes confédérées, venant de différentes directions, converger sur Harpers Ferry.
La plus importante de ces colonnes, rassemblant 11 500 hommes et commandée par Jackson, devait repasser le Potomac, effectuer un mouvement circulaire vers l'ouest de Harpers Ferry et attaquer la localité par Bolivar Heights, tandis que les deux autres colonnes, emmenées par le major-général Lafayette McLaws (8 000 hommes) et le brigadier-général John G. Walker (3 400 hommes), prendraient Maryland Heights et Loudoun Heights, qui surplombaient la ville à l'est et au sud.

## Batailles de la campagne du Maryland

### Harpers Ferry

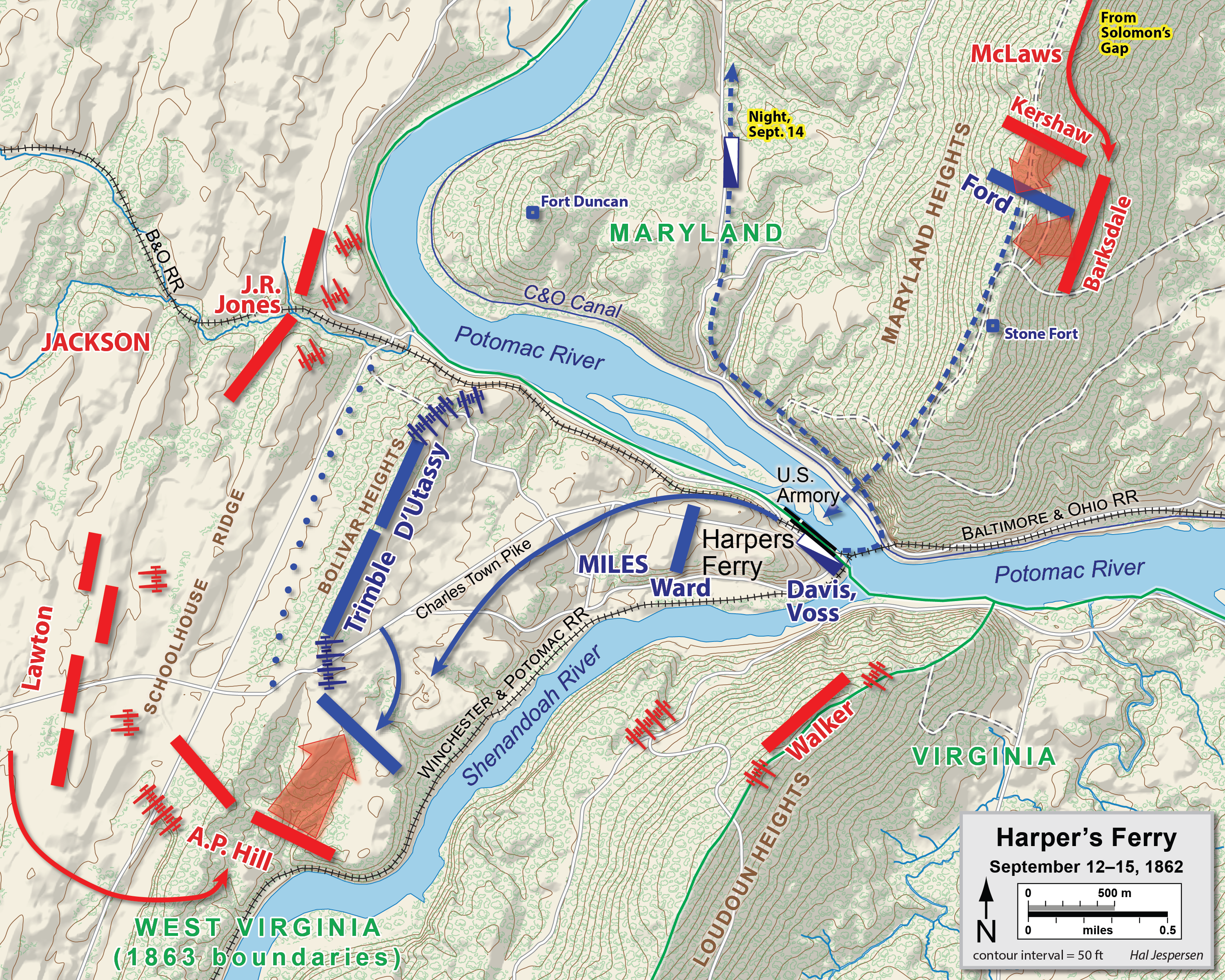
Bataille de Harpers Ferry, 12-15 septembre 1862

Tandis que les trois colonnes de Jackson approchaient de Harpers Ferry, le colonel Dixon S. Miles, qui commandait pour l'Union la garnison insista pour garder la plupart de ses forces à proximité de la ville, au lieu de les envoyer prendre position sur les hauteurs qui la surplombaient. Les Confédérés de Caroline du Sud, emmenés par le brigadier-général Joseph B. Kershaw buttèrent contre les maigres défenses positionnées sur Maryland Heights, la position la plus importante, mais seule une brève escarmouche s'ensuivit. Le 13 septembre, des attaques plus résolues menées par les brigades de Kershaw et de William Barksdale chassèrent les forces de l'Union, pour la plupart inexpérimentées, des hauteurs.
Pendant les combats de Maryland Heights, les autres colonnes confédérées arrivant sur place découvrirent que des positions stratégiques situées à l'ouest et au sud de la ville n'étaient pas défendues. Jackson disposa soigneusement son artillerie autour de Harpers Ferry et commanda au major-général Ambrose Powell Hill de descendre la rive ouest de la Shenandoah et de se préparer à attaquer le flanc gauche des fédéraux le lendemain matin. Le 15 septembre, Jackson avait disposé quelque 50 canons sur Maryland Heights et à la base de Loudoun Heights. Il ordonna un barrage d'artillerie suivi d'un assaut d'infanterie. À l'intérieur de la ville, Miles, après en avoir conféré avec ses subordonnés, décida que la situation était désespérée et hissa le drapeau blanc de la reddition. Avant qu'il ne puisse l'organiser, il fut mortellement blessé par un obus et mourut le lendemain. Jackson prit possession de Harpers Ferry, faisant 12 000 prisonniers. Il emmena alors le gros de ses troupes rejoindre Lee à Sharpsburg, laissant la division du major-général Ambrose Powell Hill organiser l'occupation de la ville.

### South Mountain
Le 14 septembre, des batailles rangées furent livrées pour le contrôle des passes de la South Mountain (les passes de Crampton's Gap, de Turner Gap et de Fox Gap). Le major-général Daniel Harvey Hill défendait Turner's Gap et Fox's Gap contre Burnside.
Au sud, le major-général Lafayette McLaws défendait Crampton's Gap contre Franklin. Ce dernier parvint à s'imposer à Crampton's Gap, mais les Confédérés maintinrent un contrôle fragile sur les deux autres cols.
Réalisant la situation précaire de ses différentes unités face à un ennemi clairement supérieur en nombre, Lee ordonna à ses troupes de se concentrer à Sharpsburg. McClellan était alors théoriquement en situation d'écraser les forces de Lee avant qu'elles ne se regroupent. Mais les hésitations de McClellan après South Mountain condamnèrent la garnison de Harpers Ferry et donnèrent à Lee le temps dont il avait besoin pour acheminer ses forces dispersées vers Sharpsburg.

### Antietam (Sharpsburg)

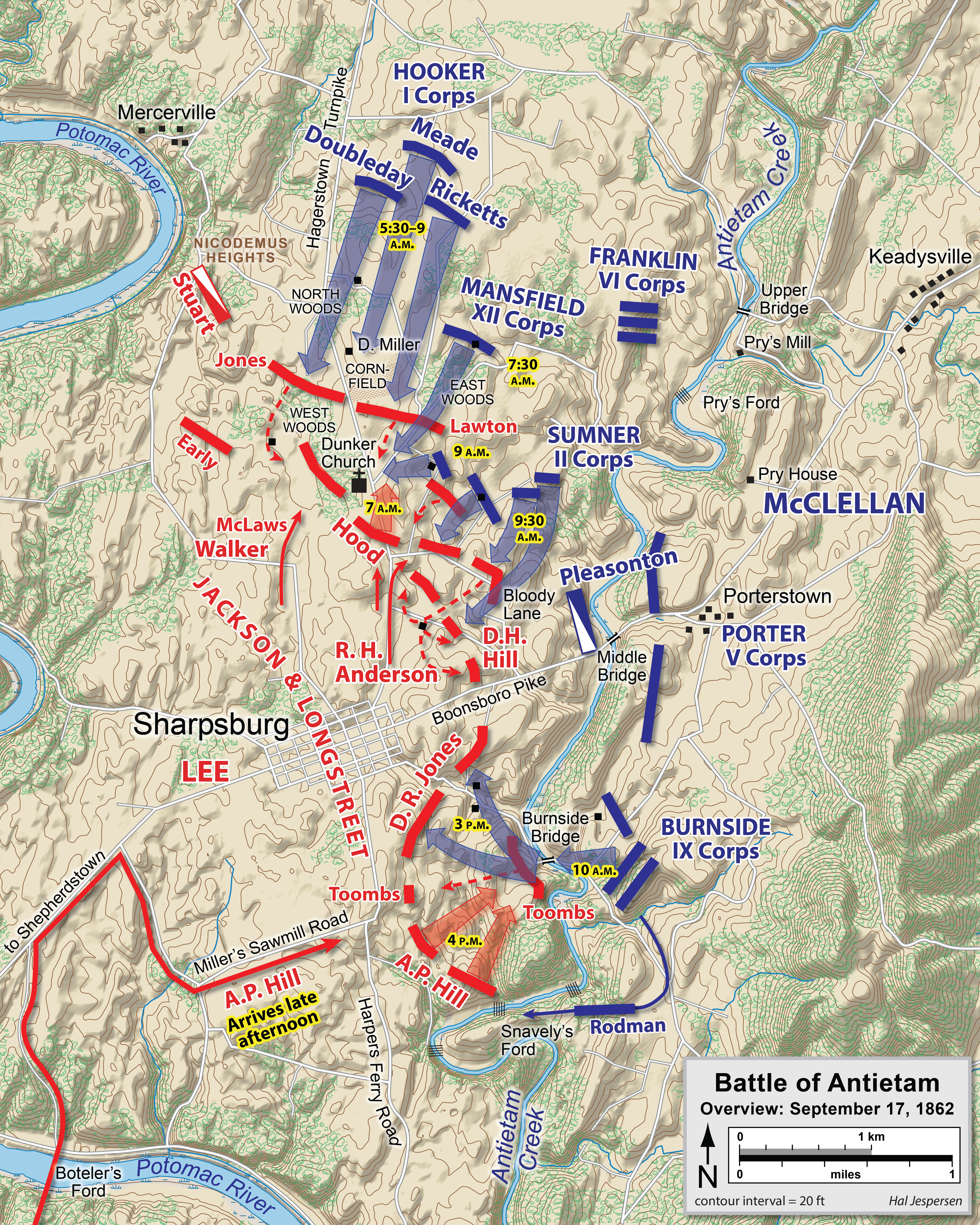
Bataille d'Antietam (Sharpsburg), 17 septembre 1862

Le 16 septembre, McClellan se mit en position face à Lee, à proximité de Sharpsburg, sur une ligne s'étirant sur la rive ouest d'Antietam Creek.
À l'aube du 17, le Ier Corps du major-général Joseph Hooker mena un assaut vigoureux contre le flanc gauche de Lee, déclenchant le début d'une sanglante bataille. Attaques et contre-attaques se succédèrent dans un champ de maïs (Miller Cornfield) et dans les bois autour de Dunker Church, pendant que, du côté de l'Union, le XIIe Corps du major-général Joseph K. Mansfield arrivait pour appuyer Hooker. Les assauts du IIe Corps de l'Union, mené par le major-général Edwin V. Sumner contre le chemin creux, devenu célèbre à cette occasion sous les noms de Sunken Road ou Bloody Lane, finirent par percer le centre de la ligne confédérée, mais l'armée de l'Union ne profita pas de cet avantage.
Dans l'après-midi, le XIe Corps de Burnside passa le pont de pierre qui enjambait Antietam Creek et enfonça l'aile droite des Confédérés. L'arrivée opportune des rebelles de la division de A.P. Hill, arrivant de Harpers Ferry, permit une contre-attaque qui repoussa Burnside et ses hommes, sauvant l'armée de Lee de la destruction. Combattant à un contre deux, Lee engagea toutes ses forces, tandis que McClellan ne fit combattre que quatre de ses six corps d'armée, ce qui permit à Lee de déplacer ses unités le long de la ligne et de faire face à chacun des assauts de l'Union. Pendant la nuit, les deux armées consolidèrent leurs lignes. Malgré des pertes énormes - 12 401 pour l'Union, soit 25 % des forces engagées ; 10 316 pour les Confédérés, soit 31 % — les escarmouches entre les troupes de Lee et celles de McClellan se poursuivirent jusqu'au 18 septembre, pendant que les blessés confédérés étaient transportés sur la rive sud du Potomac.
McClellan ne reprit pas l'offensive. À la tombée de la nuit, Lee ordonna à une Armée de Virginie du Nord mal en point de repasser le Potomac et de regagner la vallée de Shenandoah.

### Shepherdstown
Le 19 septembre, un détachement fédéral du Ve Corps du major-général Fitz John Porter traversa la rivière à hauteur de Boteler's Ford, et attaqua l'arrière-garde confédérée commandée par le brigadier-général William N. Pendleton, et lui prit quatre canons. Le 20 septembre au matin, Porter lança deux de ses divisions sur la rive sud du Potomac pour y établir une tête de pont. La division rebelle de A.P. Hill contre-attaqua pendant que les troupes de l'Union traversaient le cours du fleuve et réduisit presque à néant le 118th Pennsylvania Regiment qui subit 269 pertes lors de cette action. Cette action d'arrière-garde découragea les Fédéraux de toute nouvelle poursuite.

## Conséquences et implications diplomatiques

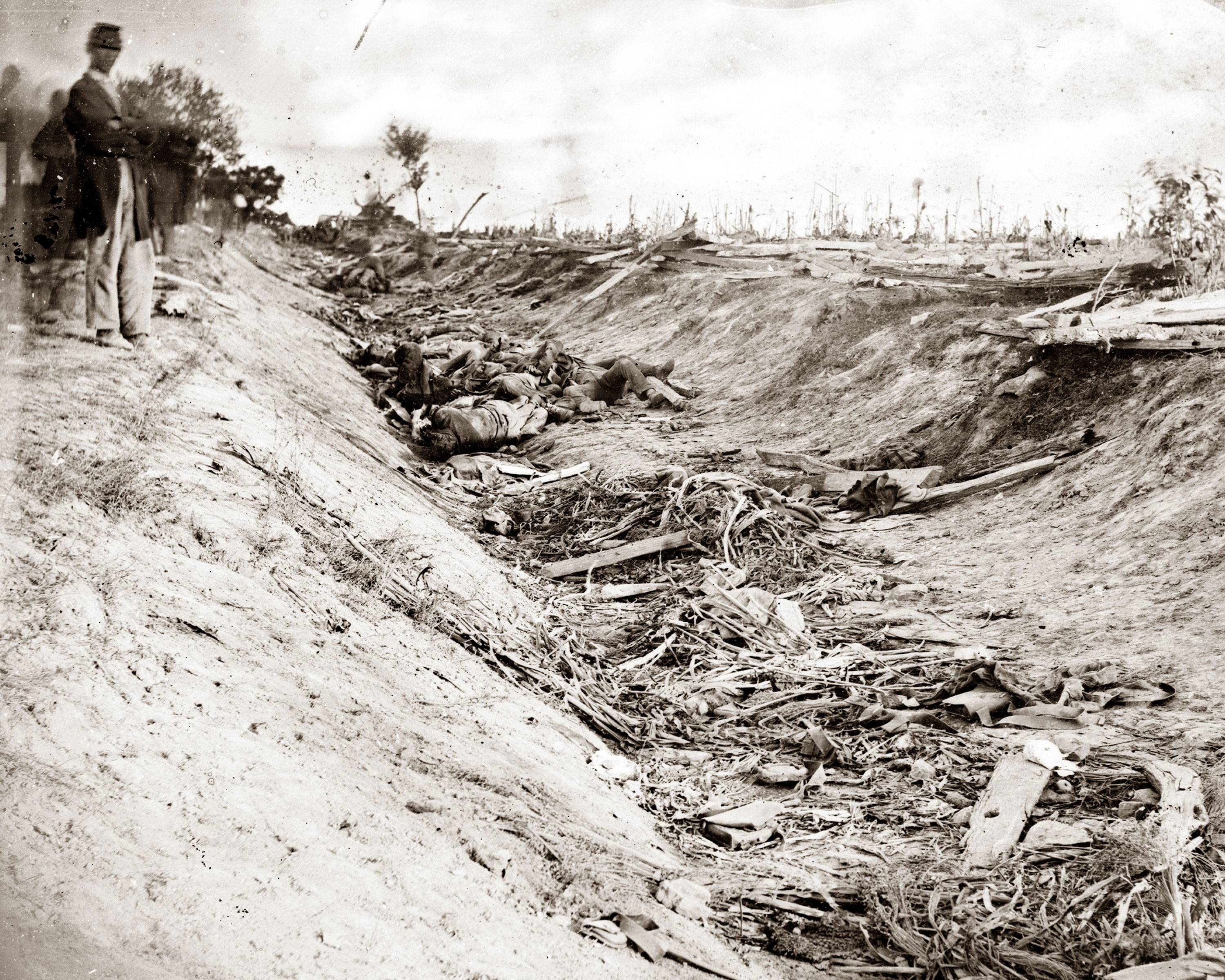
Victimes confédérées sur le champ de bataille d'Antietam.

Lee parvint à se retirer sur la rive sud du Potomac, mettant un terme à la campagne du Maryland et aux opérations de l'été 1862. Lincoln était déçu de la prestation de McClellan. Il estimait que son attitude trop prudente et ses actions mal coordonnées avaient contribué au résultat indécis de la campagne, au lieu de la défaite retentissante des Confédérés qu'il en attendait. Lincoln était également sidéré de constater que, du 17 septembre au 26 octobre, malgré les objurgations répétées de son Département de la Guerre, McClellan ait constamment refusé de poursuivre Lee de l'autre côté du Potomac, évoquant des pénuries de fournitures et la crainte d'étirer ses lignes de ravitaillement au-delà du raisonnable.
Le général-en-chef Henry Wager Halleck écrivit dans son rapport officiel « la longue période d'inactivité d'une armée si importante, face à un ennemi défait, pendant la saison la plus favorable à des mouvements rapides et à une campagne audacieuse, fut à l'origine d'une grande déception et de grand regrets. ». Le 7 novembre, Lincoln relevait McClellan du commandement de l'Armée du Potomac, mettant de fait un terme à sa carrière militaire. Le major-général Ambrose E. Burnside fut placé à la tête de l'Armée du Potomac. Le théâtre oriental resta relativement calme jusqu'à ce que, au mois de décembre, Lee affronte Burnside à la bataille de Fredericksburg.
L'issue de la bataille d'Antietam était resté tactiquement indécis, mais il s'agissait sans conteste d'une victoire stratégique pour l'Union. Elle mit fin à l'invasion du Nord menée par Lee et offrit à Lincoln la victoire qu'il attendait pour rendre publique, le 22 septembre, sa Proclamation d'émancipation (prenant effet le 1er janvier 1863). Alors que Lincoln avait l'intention de le faire plus tôt, son Cabinet lui avait en effet conseillé d'attendre une victoire pour éviter que la Proclamation n'apparaisse comme un acte désespéré. Le revers subi par les rebelles à Antietam contribua à dissuader la France et la Grande-Bretagne de reconnaitre la Confédération. Après Antietam, l'insistance de Lincoln sur le caractère consubstantiel de l'esclavage pour la Confédération, dissuada les puissances étrangères, qui abhorraient « l'institution particulière », d'apporter leur soutien ou de reconnaître les États confédérés.
Pendant la campagne du Maryland, l'Union avait perdu 15 220 hommes (2 535 tués, 11 426 blessés, 1 259 disparus).